# Нігвзара
Нігвзара (груз. ნიგვზარა) — село в Грузії.
За даними перепису населення 2014 року в селі проживає 592 осіб.